# Vladan
Vladan je mužské jméno slovanského původu, obvykle považované za zkrácenou verzi některého z jmen Vladimír nebo Vladislav. Lze je vyložit jako ten, kdo vládne, vládce.
V českém občanském kalendáři má svátek 9. ledna.

## Statistické údaje
Následující tabulka uvádí četnost jména v ČR a pořadí mezi mužskými jmény ve srovnání dvou roků, pro které jsou dostupné údaje MV ČR – lze z ní tedy vysledovat trend v užívání tohoto jména:
| Rok       | Četnost   | Pořadí     |
| 1999      | 929       | 161.       |
| 2002      | 940       | 157.       |
| 2006      | 966       | 179.       |
| 2016      | 983       | 422.       |
| Porovnání | o 54 více | o 261 hůře |

Změna procentního zastoupení tohoto jména mezi žijícími muži v ČR (tj. procentní změna se započítáním celkového úbytku mužů v ČR za sledované tři roky 1999-2002) je +1,9%.

## Známí nositelé jména
- Vladan Krásný – brněnský politik
- Vladan Dokoupil – redaktor Českého rozhlasu Brno
- Vladan Vršecký – český fotbalista
- Vladan Nikilić – Chorvatský režisér, střihač a producent
- Vladan Gryga – český vůdce prostého lidu Vrbenského
- Vladan Kocián – vůdce Slovanského národu